# 芋虫 (小説)
『芋虫』（いもむし）は、江戸川乱歩の著した短編小説である。

## 解説
博文館の雑誌『新青年』の昭和4年（1929年）1月号に掲載された。『新青年』編集長延原謙からの「「芋虫」という題は何だか虫の話みたいで魅力がないから、「悪夢」と改めてもらえないか」という要望により、掲載時のタイトルは『悪夢』とされた。ただし乱歩自身は「「悪夢」の方がよっぽど平凡で魅力がない」と評しており、平凡社版『江戸川乱歩全集』第8巻（1931年5月）への収録に際し、題名を『芋虫』に戻している。
当初は改造社の雑誌『改造』の依頼で書かれたものであったが、内容が反軍国主義的であり、さらに金鵄勲章を侮蔑するような箇所があったため、当時、左翼的な総合雑誌として当局ににらまれていた『改造』誌からは、危なくて掲載できないとして拒否された。このため乱歩は本作を『新青年』に回したが、『新青年』側でも警戒して、伏字だらけでの掲載となった。延原編集長は掲載号の編集後記で「あまりに描写が凄惨を極めたため、遺憾ながら伏字をせねばならなかつた」と釈明している。なお、この代わりに『改造』に掲載されたのが『蟲』（『改造』1929年9月号 - 10月号）である。また、戦時中多くの乱歩作品は一部削除を命じられたが、本作は唯一、全編削除を命ぜられた。
創元推理文庫の乱歩自身の解説によると本作品発表時に左翼からは「この様な戦争の悲惨を描いた作品をこれからもドンドン発表してほしい」との賞賛が届いたが、乱歩自身は全く興味を示さなかった。
上述の戦時中の全面削除については「左翼より賞賛されしものが右翼に嫌われるのは至極当然の事であり私は何とも思わなかった。」「夢を語る私の性格は現実世界からどのような扱いを受けても一向に痛痒を感じないのである」と述べており、この作品はイデオロギーなど全く無関係であり、乱歩の「人間のエゴ、醜さ」の表現の題材として四肢を亡くした男性主人公とその妻のやりとりが描かれているにすぎない。
乱歩が本作を妻に見せたところ、「いやらしい」と言われたという。また、本作を読んだ芸妓のうち何人もが「あれを読んだら、ごはんがいただけなかった」とこぼしたともいう。

## 登場人物
須永時子（すなが ときこ）
本作の主人公。夫を虐げることを至上の悦びとしている。
須永中尉（すなが ちゅうい）
時子の夫。戦争で負傷し、五体の機能をほとんど失った傷痍軍人。金鵄勲章を下賜される。
鷲尾少将（わしお しょうしょう）
須永夫婦に家を貸している予備少将。

## あらすじ
主人公・時子の夫の須永中尉は戦争で両手両足を失って黄色い肉塊と化した。夫は口、耳、鼻をも損壊していた為、鉛筆を咥えての筆談でしか意思疎通ができなかった。
そんな夫の世話をする彼女を、近所に住む鷲尾少将は貞女の鑑と褒めちぎっていたが、実際には彼女は抵抗できない夫を虐げて、嗜虐的な肉欲をみたすための道具かなにかのように扱っていた。
ある日の事、ただの片輪者に過ぎない夫が物思いにふけっている事に憎しみと嗜虐心を覚え、夫を激しくゆすぶった。そんな彼女を睨みつける夫の眼が癪に障った彼女は、病的な興奮から両手で夫の眼を強く押さえつけ、気づいたときには夫に唯一残された感覚器官である眼を潰していた。
それは決して、事故とは言い切れなかった。彼女は普段から、自分がけだものになりきるのに夫の物言う眼が邪魔だと思っていたし、心の奥底では、夫の体で唯一人間の面影を残す眼を潰して、彼女ための完全な肉ゴマにしてしまいたいと思っていたのだから。
正気に戻った彼女は夫を医者に見せ、ボロボロと涙を流し、罪の意識で夫の身体に指で何度も「ユルシテ」と書いた。
その日の晩、見舞いに来た鷲尾少将とともに夫の部屋に入った彼女は、夫が失踪している事に気づく。枕元の柱には鉛筆で「ユルス」との走り書きが残されていた。この寛大さがかえって彼女の罪悪感をかきたてた。
彼女たちは自宅の庭の古井戸の側で夫を見つけた。夫は彼女の見ている前で井戸の中へと身を投げた。その光景を見て彼女は、一匹の不自由な芋虫が、底知れぬ暗闇に落ちていく幻を思い描いた。

## 削除処分の経緯
本作は発表から10年間は特に発禁の対象とされていなかったが、日中戦争中の1939年（昭和14年）3月30日、『鏡地獄』（春陽堂文庫、1938年7月刊）に収録された版が削除処分とされた。その理由について、内務省警保局図書課の検閲資料には次のようにある。
『芋虫』の一篇は、戦争のため四肢を失ひ言語不能になつた芋虫の様な人間と、妻の変態的な性慾生活を描いたもので、反戦的とか戦争嫌悪を、感じさせる程のものは無いが、廃兵の悲惨な肉体が醜悪に描かれてゐる。その点時節から不穏と思はる。又不健全な性慾がグロテスクに露骨に描かれすぎてゐると思はれる。—内務省警保局図書課
また、警保局の秘密文書『出版警察報』第117号には次のようにある。
「芋虫（悪夢）改題」と題する一篇は四肢を失ひ言語不能となりし廃兵と其妻との悲惨、変態的性慾生活を描写せるものにして時局に鑑み不穏の点あるに因り改めて［中略］安寧及風俗削除。—警保局、『出版警察報』第117号
当初は「次版削除」の方針であったが、図書課長の生悦住求馬の判断で「本版削除」とされ、回収措置がとられた。水沢不二夫はこの背景について、日中戦争の長期化にともなう戦傷者の増加を指摘し、戦争遂行のエネルギーを凝集するために処分が断行されたとしている。

## 出版
- 『芋虫』（角川文庫、1973年5月）

## 映画
2005年公開のオムニバス映画『乱歩地獄』で映画化されている。
また、2010年公開の映画『キャタピラー』も当初本作を原作としていると報道されたが、著作権料などの問題によりそのまま映画化することが出来ず、最終的には「乱歩作品から着想を得たオリジナル作品」としてクレジットから乱歩の名前を外した。なお、題名（英語で芋虫の意）、男性主人公の階級、障害の部位、夫婦間の感情、結末など『芋虫』を踏襲した部分も多いが、結末に至る理由が『芋虫』とは異なっており、全体としては監督である若松孝二のイデオロギーを色濃く反映したものとなっている。